# KGM Korando
KGM Korando (ранее SsangYong Korando) — полноприводный SUV корейской компании KG Mobility. Название Korando является сокращением фразы «Korea Can Do» что в переводе с английского означает "Корея может делать". 
Автомобиль предлагался с бензиновым (1.5 л) и дизельным двигателем (1.6 л), созданными по лицензии Mercedes-Benz. Автомобили с дизельными двигателями выпускались как и с турбиной, так и без неё.
В 1999—2000 годах Korando под своим брендом выпускала корейская компания Daewoo. С января 2008 по 2014 Таганрогский автомобильный завод производил TagAZ Tager, который является полным аналогом SsangYong Korando.

## Первое поколение (1982)

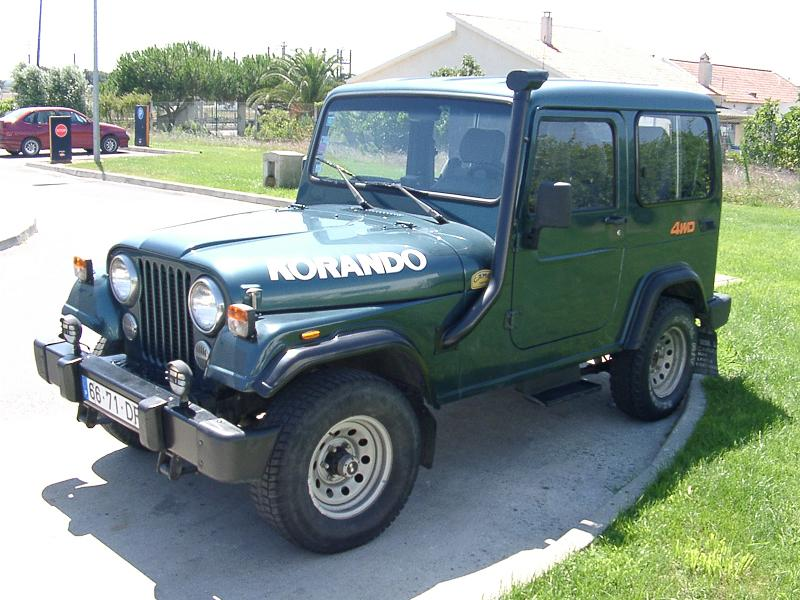
Предыдущая модификация

В 1964 году компания Dong-hwan Motor Company начала собирать джипы, грузовики и автобусы для вооруженных сил США и командования ООН.
В ноябре 1969 года в производство поступил CJ-5 с рядным четырехцилиндровым двигателем Willys Hurricane мощностью 75 л.с. (56 кВт) , а в 1971 году были представлены десятиместная версия и модель пикапа. В апреле 1974 года компании American Motors и Shinjin Motors создали совместное предприятие Shinjin Jeep Motors для производства местных джипов. Первоначально они имели рядный шестицилиндровый двигатель AMC 258 ci местного производства мощностью 110 л.с. (82 кВт) SAE, но после нефтяного кризиса семидесятых годов в июле 1979 года был представлен 2,8-литровый дизельный двигатель 4BA1 Isuzu мощностью 85 л.с. (63 кВт) SAE.
Обеспокоенная AMC ушла из Южной Кореи в августе 1978 года. Shinjin Motors продала партию Jeep в Ливию в 1979 году, несмотря на эмбарго, и это привело к новой смене владельцев, поскольку лицензия была признана недействительной. Keohwa Co Ltd взяла на себя производство в марте 1981 года и повернула решетки в решетке, чтобы минимизировать сходство с джипом.  Он оставался доступным с двумя колесными базами 2390 или 2895 мм (94,1 или 114,0 дюйма), с рядным шестицилиндровым двигателем AMC или 2,8-литровым дизельным двигателем Isuzu.  В ноябре 1982 года был представлен девятиместный вариант Family Deluxe, а в марте 1983 года модельный ряд был переименован в Korando.  Keohwa была поглощена Dong-A Motor в декабре 1984 года,  а в марте 1985 года последовал рестайлинг. У новой модели был изменен интерьер, а большой дизельный двигатель был заменен двигателем Isuzu C223 объемом 2238 куб.см. Версия пикап была снята с производства. В июне был добавлен 2-литровый бензиновый двигатель Isuzu G200Z . В 1986 году Корандо были экспортированы в Японию; а в 1988 году SsangYong начала экспортировать их в Европу.  В ноябре 1986 года Dong-A была интегрирована в SsangYong Group , которая в марте 1988 года изменила название компании на SsangYong Motor Company.
В отличие от CJ-7, была также доступна 9-местная удлиненная версия, получившая название Korando K9 .  В конце 1988 года был представлен новый внедорожник на шасси Isuzu Trooper, получивший название SsangYong Korando Family, но этот автомобиль не имеет никакого отношения к Jeep CJ-7, за исключением шильдика «Korando». Производство Korando на базе Jeep закончилось в 1996 году.

## Второе поколение (1996–2006)

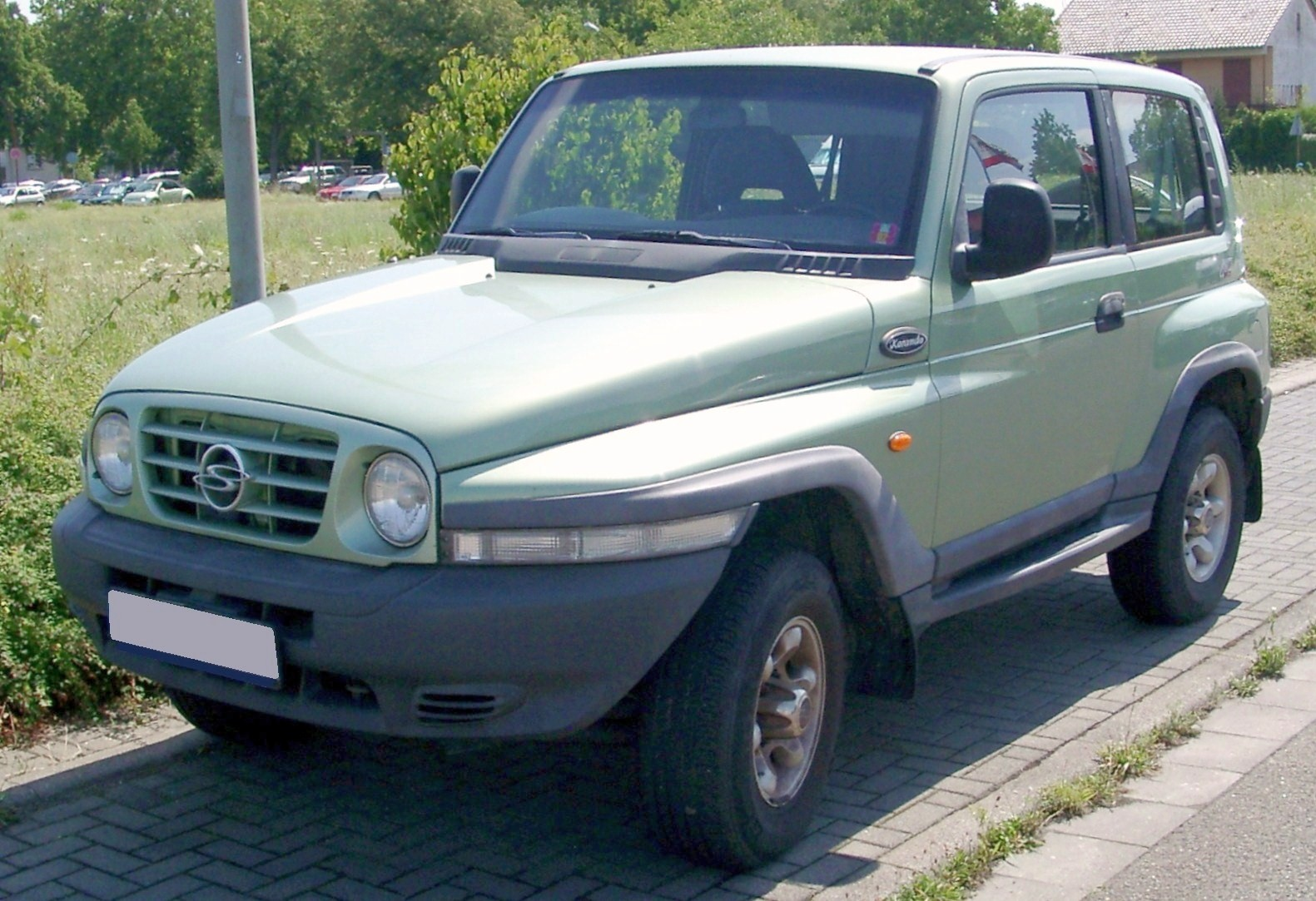
Вид спереди

Второе поколение «Нового» Korando было выпущено в Азии в 1996 году в дополнение к SsangYong Musso (выпущенному в 1993 году),  выпущенному в Европе в 1997 году
и в Австралии в 1998 году, и было основано на укороченной версии шасси Musso. 3-дверный мини-внедорожник массой 1,8 тонны был разработан дизайнером Кеном Гринли.
На выбор предлагаются бензиновые двигатели объемом 2,3 и 3,2 литра или дизельные двигатели объемом 2,3 и 2,9 литра , все они производятся по лицензии Mercedes-Benz и сопровождаются пятиступенчатой механической коробкой передач Borg-Warner. Интерьер Korando второго поколения был уникальным, поскольку имел арки рулевого колеса с обеих сторон. Это должно было облегчить переход на правостороннее управление и сократить производственные затраты. Со стороны пассажира в арке вмонтировали ручку. 

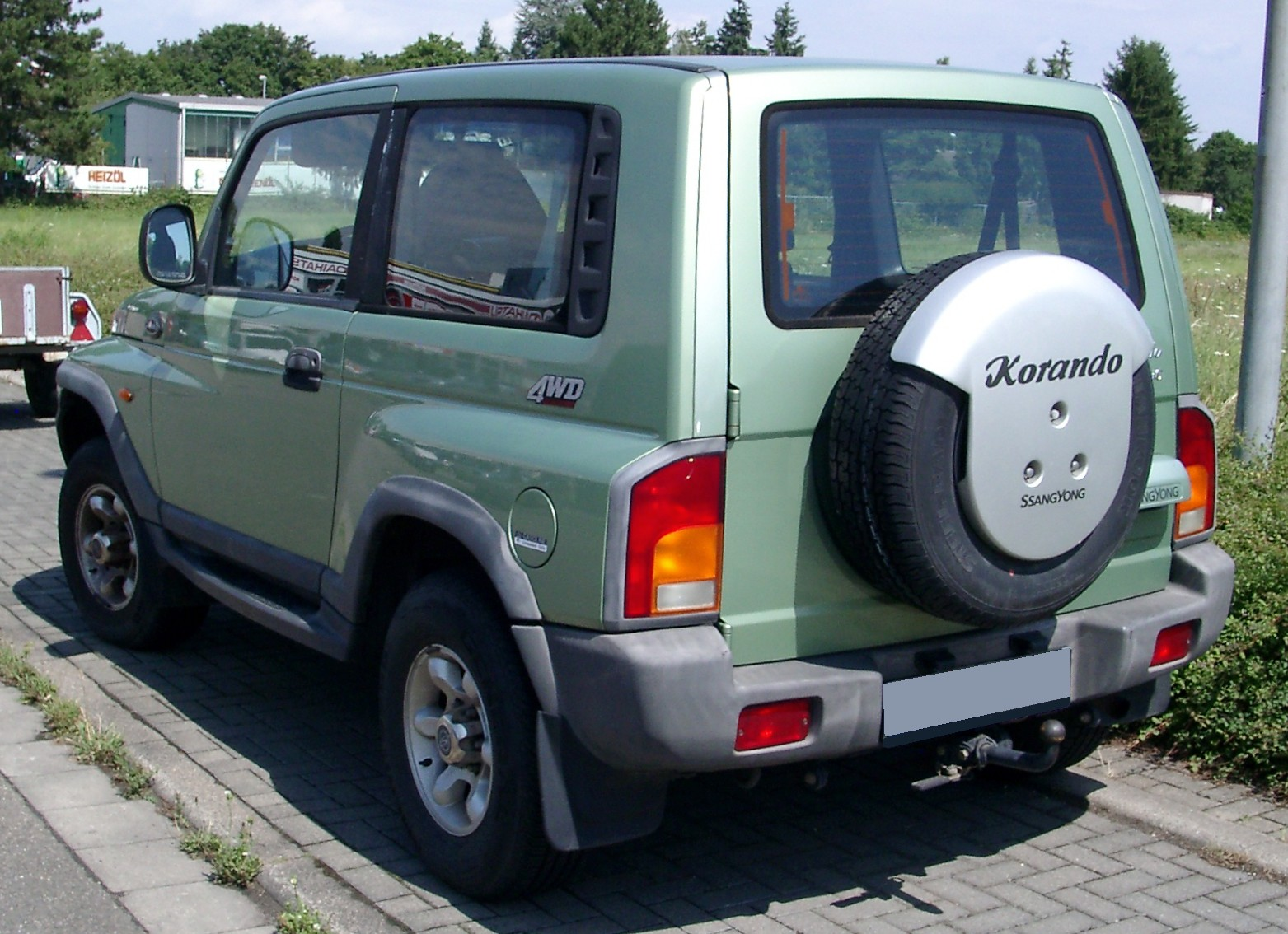
Вид сзади

Это поколение продавалось как Daewoo Korando с 1999 по 2001 год, поскольку Daewoo купила контрольный пакет акций SsangYong, но позже была вынуждена продать свои акции.

### Редакция
Производство второго поколения закончилось в 2006 году. Однако продажи на многих рынках продолжались до 2007 года из-за оставшихся запасов. Он был доступен с различными бензиновыми и дизельными двигателями, включая 2,9-литровый пятицилиндровый дизель от Mercedes-Benz .  В 2008 году российский ТагАЗ по лицензии начал собирать Корандо как ТагАЗ Тагер, причем не только в трехдверном варианте, но и в специфическом пятидверном длиннобазном варианте.

## Третье поколение (C200; 2010 - 2019г.)

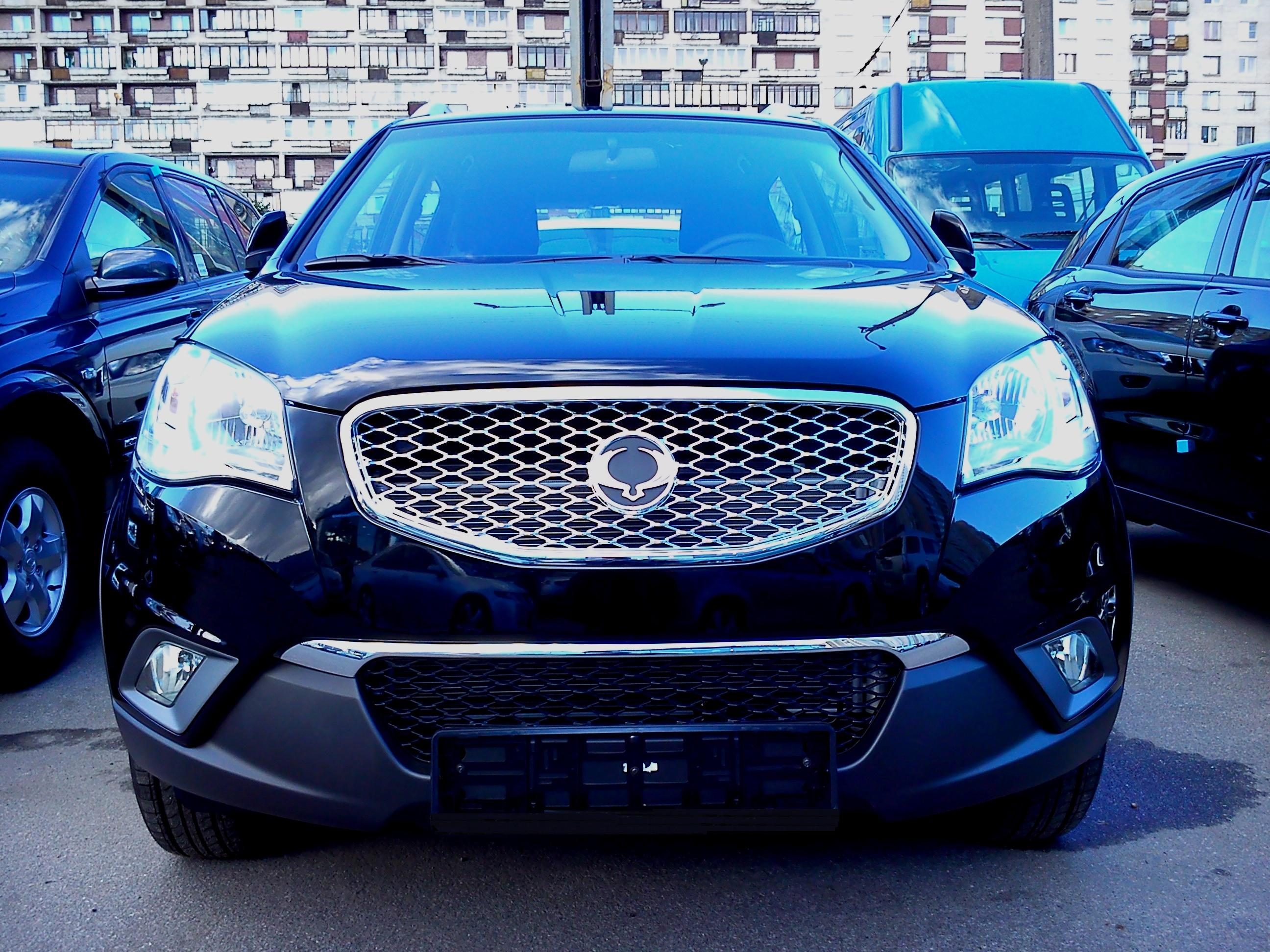
Вид спереди

Производство Korando третьего поколения под кодовым названием SsangYong C200 началось в конце 2010 года.  Это будет первый автомобиль, выпущенный в рамках обновленной линейки SsangYong.  У него немного более длинная колесная база, чем у его конкурентов, Hyundai ix35 и Kia Sportage. Решение назвать C200 Korando было принято компанией SsangYong.  Автомобиль будет продаваться в России как SsangYong New Actyon.
В 2013 году SsangYong представила рестайлинговую версию Korando. Они изменили дизайн передней решетки и добавили новые фары, включая светодиодные дневные ходовые огни и задний комбинированный фонарь. В 2016 году SsangYong заменил 2,0-литровый дизельный двигатель на 2,2-литровый дизельный двигатель, соответствующий стандарту Евро-6. В 2017 году была представлена вторая версия с рестайлингом.

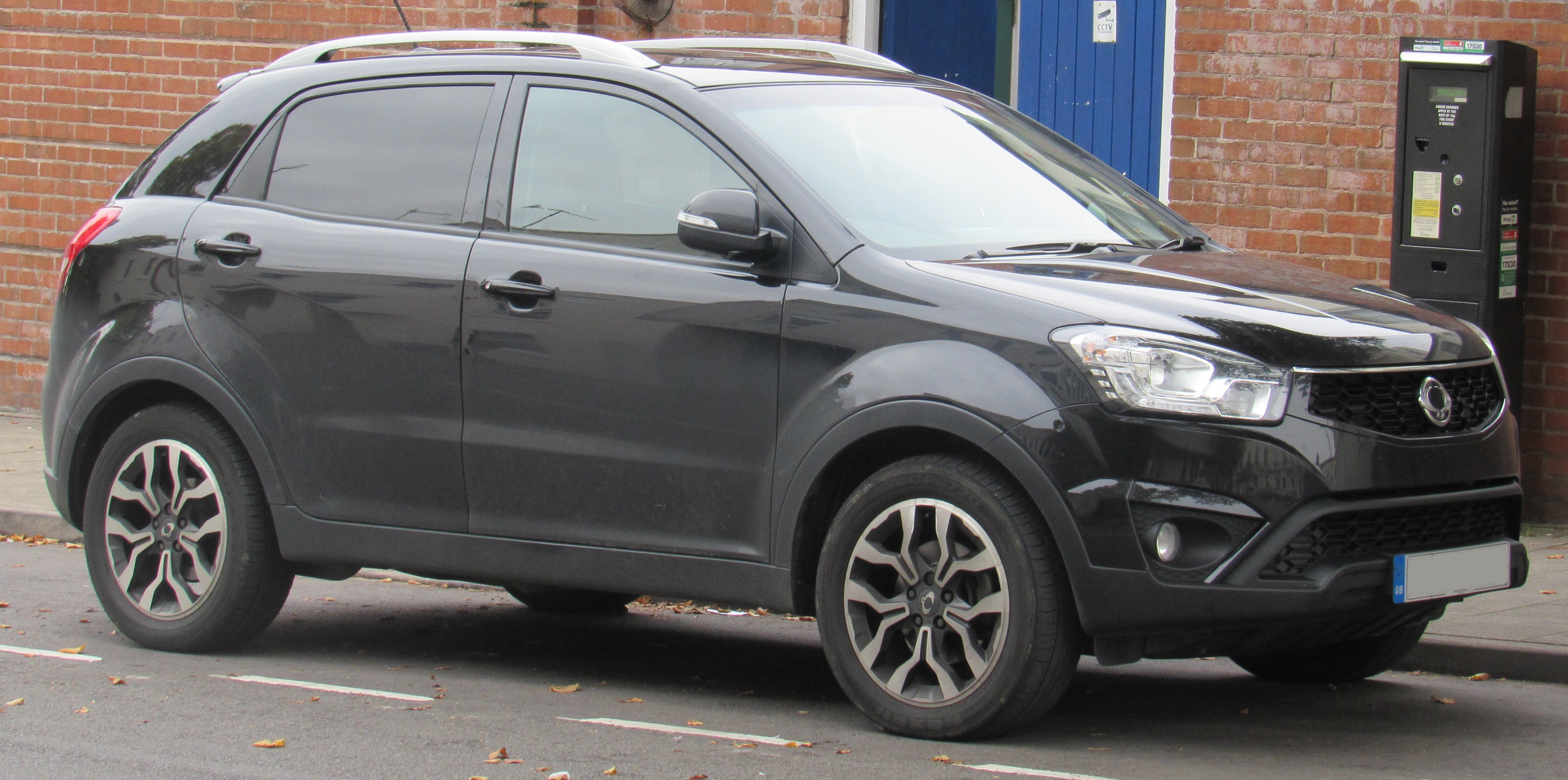
Рестайлинговая модель 2013 года
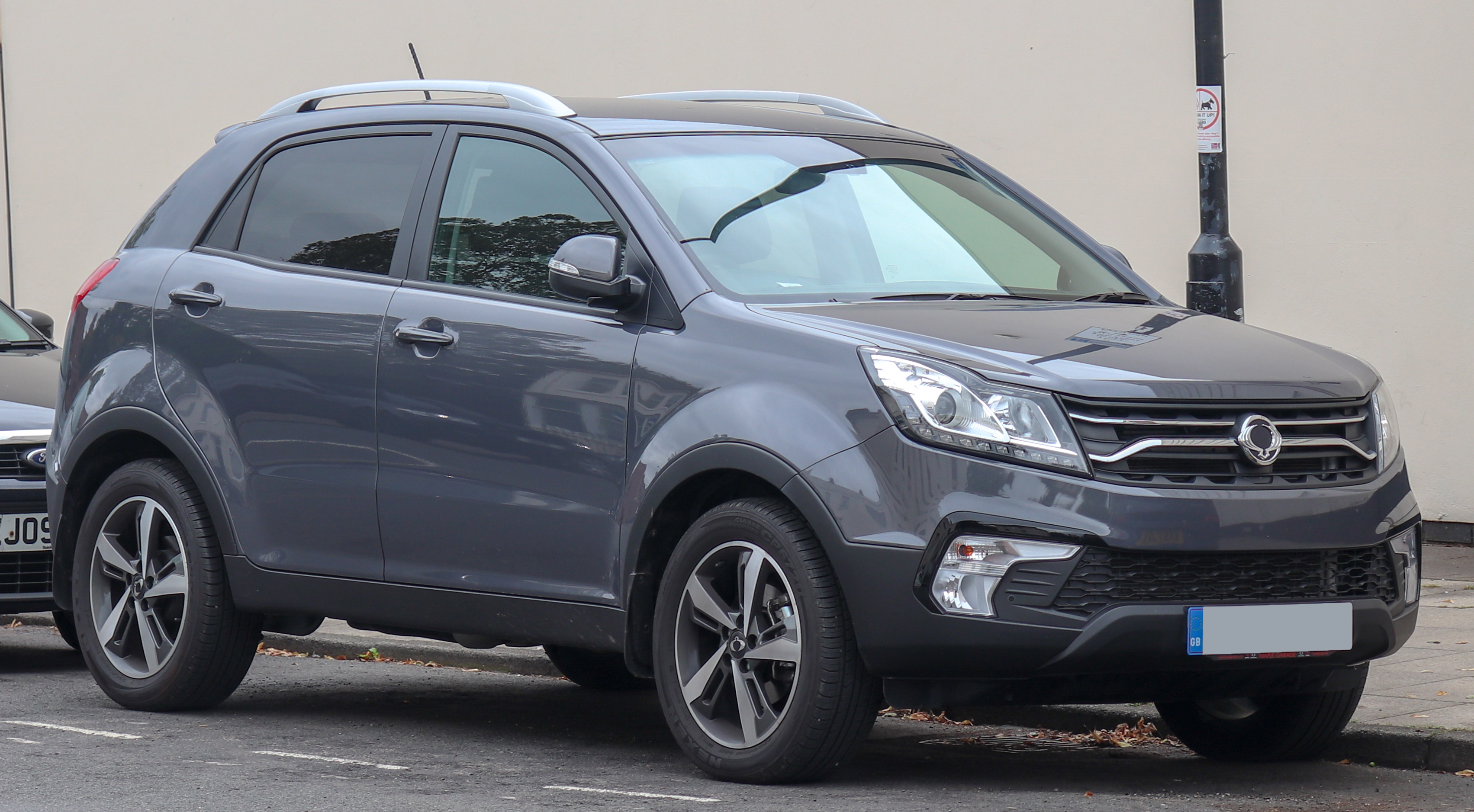
Второй рестайлинг2017 года

### Особенности

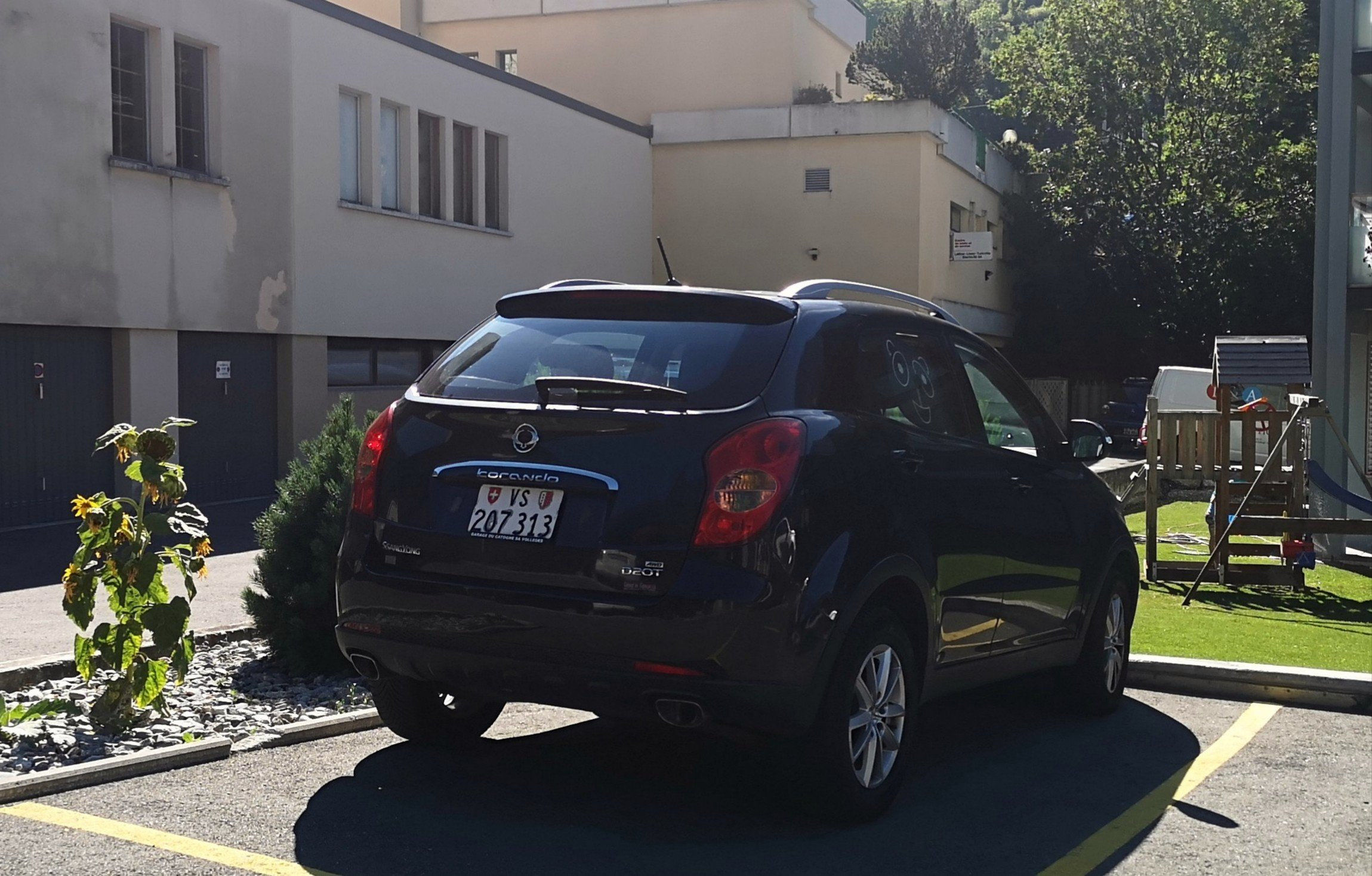
Вид сзади

Korando третьего поколения изначально выпускалось с 6-ступенчатой механической коробкой передач и 6-ступенчатой автоматической коробкой передач M11 и находится в производстве с мая 2011 по 2015 год. С 2015 года SsangYong заменил автоматическую коробку передач Korando на 6-ступенчатую коробку передач Aisin . С момента запуска он также будет предлагаться как с передним , так и с полным приводом . Его смешанный расход топлива составляет 5,5 л/100 км, а разгон от 0 до 100 км/ч занимает менее 10 секунд.  На момент выпуска был доступен 2,0-литровый турбодизель мощностью 175 лошадиных сил . Бензиновый двигатель был представлен в 2012 году.
В стандартную комплектацию Korando входит шесть подушек безопасности. Объем багажника – 480 литров; однако его можно увеличить до 1300 литров, если сложить сиденья.

### Прием
Новый Korando был хорошо принят с точки зрения дизайна: многие рецензенты отметили улучшения в дизайне по сравнению с предыдущими моделями.  Внутреннее пространство также получило высокую оценку, как и совершенно новое монококовое шасси. В 2012 году он стал внедорожником года в Македонии.

### Концептуальные модели
С 2008 года было представлено пять концептуальных автомобилей (некоторые из которых получили название C200):

#### C200
Первоначальный концепт C200 дебютировал на Парижском автосалоне в 2008 году  и с тех пор демонстрировался на многих других автосалонах. Концепт получил в основном положительные отзывы, и многие считали его автомобилем, который может изменить репутацию SsangYong как производителя автомобилей с сомнительным стилем.

#### C200 Aero
Концепт-кар C200 Aero дебютировал на Сеульском автосалоне 2009 года . Год спустя он был выпущен под названием Korando C практически без изменений оригинального дизайна Джуджаро.

#### C200 Eco

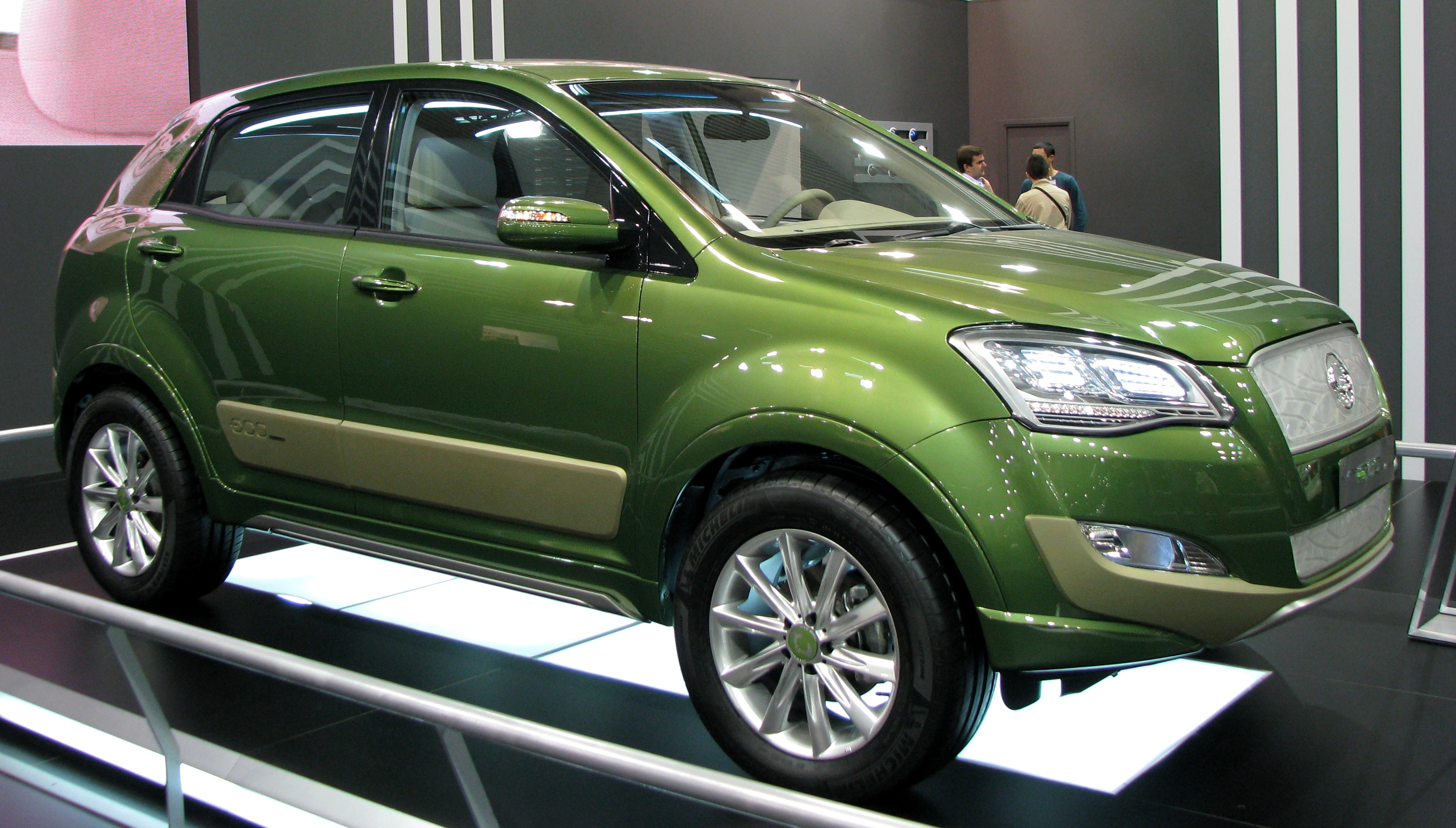
C200 Eco

C200 Eco дебютировал на Сеульском автосалоне 2009 года . Это гибрид , в котором используется как дизельный, так и электрический двигатель (питающийся от аккумулятора напряжением 340 В). Он также использует систему «стоп-старт» , которая отключает двигатель во время остановки. Экономия топлива составит около 25%.  Интерьер отличается зеленой отделкой и просторной кабиной.

#### Корандо C
Новый концепт Korando C, представленный на Международном автосалоне в Пусане в 2010 году, практически не изменился с предыдущими концептами, но имеет более агрессивный стиль и, как говорят, является представителем серийной версии. Что касается производительности, новый концепт оснащен 2,0-литровым турбодизельным двигателем и подтвержденной выходной мощностью 135 кВт (184 л.с., 181 л.с.) и крутящим моментом 360 Нм (270 фунт-фут).  Интерьер аналогичен интерьеру C200 Eco.  Он также был представлен как Actyon на Московском международном автомобильном салоне 2010 года с глобальным логотипом SsangYong вместо внутреннего логотипа.

#### Корандо EV [
Представленный на Международном автосалоне в Пусане в 2010 году Korando EV представлял собой полностью электрический концепт-кар, созданный на базе Korando C. Он развивает максимальную скорость 150 км/ч и запас хода 180 км.

#### Korando C Art Car
На международном автосалоне в Пусане 2010 года вместе с концептами Korando C и Korando EV был представлен арт-кар в стиле Atomouse , созданный в сотрудничестве с корейским поп-художником Донги Ли и Центром искусств Gana.  Он также был представлен как Actyon на Московском международном автомобильном салоне 2010 года с глобальным логотипом SsangYong вместо внутреннего логотипа.

## Четвёртое поколение (2019 — настоящее время)

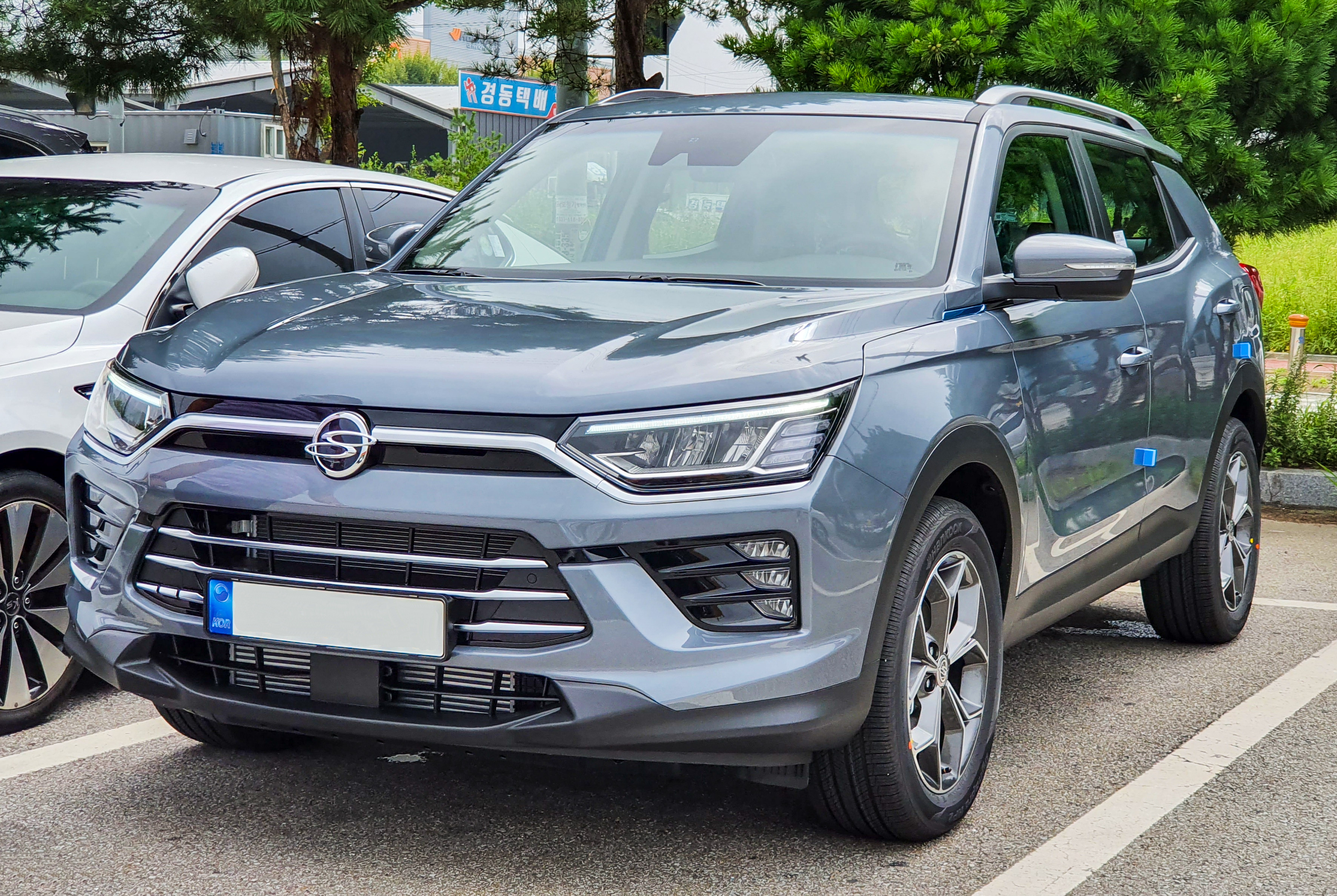
Korando 2021 года

28 января 2019 года SsangYong опубликовала тизер-изображение и видео нового Korando. Korando был представлен в Южной Корее 26 февраля и дебютировал на мировом рынке на Женевском автосалоне 2019.
Korando предлагается на выбор с 1,5-литровым бензиновым двигателем с турбонаддувом мощностью 163 лошадиных силы или 1,6-литровым дизельным двигателем мощностью 136 лошадиных сил и доступен в двух- или четырехколесном приводе.  И он оснащен 6-ступенчатой механической коробкой передач или 6-ступенчатой автоматической коробкой передач AISIN.

### Korando E-Motion
Korando E-motion — это полностью электрическая версия Korando и первый полностью электрический автомобиль компании. Он стал доступен с 2022 года.  Автомобиль оснащен аккумуляторной батареей емкостью 61,5 кВтч, позволяющей проехать 339 км по WLTP, а также электродвигателю с передним приводом мощностью 140 кВт (190 л.с.) и крутящим моментом 360 Нм.

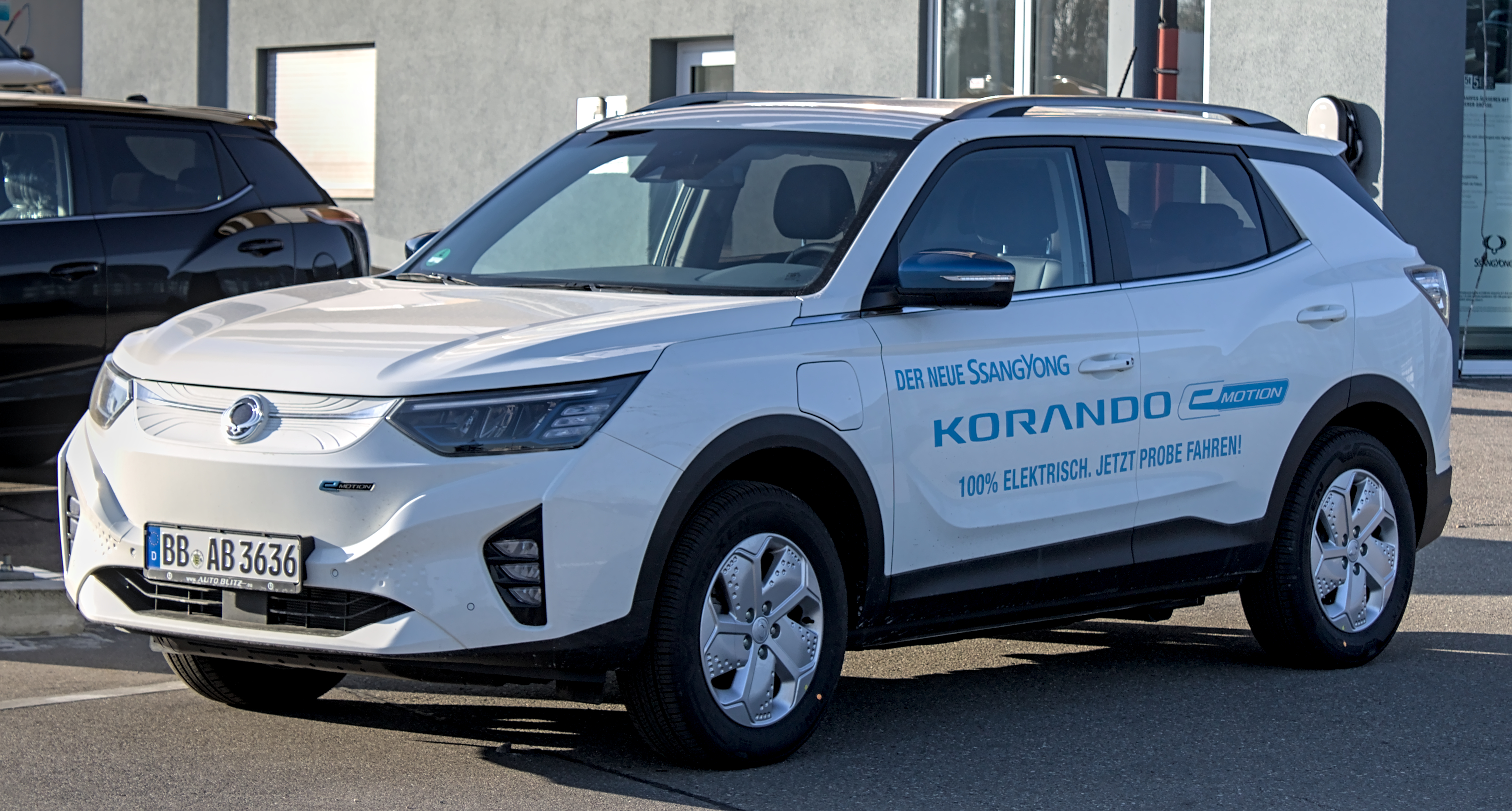
Korando E-Motion

## Об автомобиле
Первоначально, в начале 90-х, SsangYong Korando являлся лицензионной копией Jeep CJ-7. В 1997 начался выпуск обновленной версии, имеющей 2 варианта исполнения — универсал и кабриолет.
Предлагалось 2 дизельных и 3 бензиновых модели. Максимальная комплектация оснащалась 6-цилиндровым 3,2-литровым бензиновым мотором мощностью 212 л. с. и автоматической коробкой передач. Остальные модификации предлагались с 5-ступенчатыми ручными или 4-ступенчатыми автоматическими коробками передач. Korando имел подключаемый полный привод (part-time) и понижающую передачу, включаемые при помощи электроники. Исключением была только максимальная комплектация E32, оснащенная постоянным полным приводом и пониженной передачей. Кроме того, автомобиль оснащался ABS и задним дифференциалом повышенного трения, что вкупе с жестко подключаемым или постоянным полным приводом давало хорошие возможности для преодоления бездорожья. Существовала также версия с зависимой передней подвеской.
В базовой комплектации были 2 подушки безопасности и кондиционер. Автомобиль 5-местный, а при езде вчетвером у задних пассажиров есть даже подлокотники. Максимальная загрузка 600 кг, максимальная масса буксируемого прицепа — 3,5 т. для всех двигателей.
В 2000 году корейская компания Daewoo Motor Company выпускала Korando и Musso под своим брендом, изменив фары и решетку радиатора и оставив без изменений остальные технические характеристики автомобилей.